# El mayorazgo de Labraz (serie de televisión)
El mayorazgo de Labraz es una miniserie de televisión de España, emitida por La 1 de TVE en 1983; se trata de una adaptación de la novela homónima de Pío Baroja y cuenta con dirección y guion de su sobrino Pío Caro Baroja.

## Argumento
Ambientada en la Álava rural de finales del siglo XIX, la serie narra la historia del mayorazgo del lugar Don Juan de Labraz, hombre invidente, cuya vida se ve alterada con el regreso al hogar de su hermana Cesárea con la que se había enemistado tras contraer ella matrimonio con el desaprensivo Ramiro, quien fuera lacayo de la casa de los Labraz en la niñez y más tarde acogido como hijo adoptivo. La llegada de la pareja altera la vida del pueblo y en particular la del hogar de los Labraz, en el que junto a Juan residen su otra hermana, Micaela y la pequeña Rosarito, hija de Ramiro y Cesárea. Ramiro, persistiendo en su desprecio por los más básicos principios éticos y morales seduce primero a Marina, la hija de Goya, la posadera y después consuma una relación pasional con su cuñada Micaela, pese a la grave enfermedad que padece Cesárea. Ramiro y Micaela aceleran el final de la vida de Cesáreay después huyen del pueblo, tras robar las reliquias de la iglesia. Posteriormente también Rosarito morirá tras una penosa enfermedad que soporta gracias a los amorosos cuidados de Marina. Los vecinos, indignados por el robo y recelosos de la presunta relación de Don Juan y Marina, presionan a éste para que reponga el botín con cargo a su propia fortuna que resulta insuficiente. El hombre, superado por las circunstancias, decide prender fuego a todas sus posesiones y marchar del lugar. Regresará un tiempo después para recuperar a Marina y emprender una nueva vida juntos lejos de aquellas tierras.

## Lista de capítulos
- Los viajeros
- Don Ramiro
- El sacrilegio
- Marina

## Reparto
- Joaquín Hinojosa ... Don Juan
- Luis Suárez ... Don Ramiro
- Virginia Mataix ... Marina
- Kiti Mánver ... Cesárea
- Beatriz Elorrieta ... Micaela
- Yolanda Farr ... Goya
- Mario Pardo ... Don Raimundo
- Alfredo Mayo ... Predicador
- Jack Taylor ... José Straford Gibson
- Marisa Paredes
- Francisco Algora

## Presupuesto
La serie contó con un presupuesto de 84 millones de pesetas.